# Ошмяны (станция)
«Ошмяны» (белор. Ашмяны) — железнодорожная станция в Ошмянском районе Гродненской области Беларуси. Расположена в агрогородке Станция Ошмяны.

## Описание
Расположена между станцией Солы и остановочным пунктом Скрестины. Станция расположена в агрогородке Станция Ошмяны, в 17 километрах от города Ошмяны. От станции отходит ветка на Белорусскую АЭС.

## В пути
Время в пути от станции Молодечно около 60 минут.